# Marcel Fässler (pilota automobilistico)
Marcel Fässler (Einsiedeln, 27 maggio 1976) è un pilota automobilistico svizzero, vincitore della 24 Ore di Le Mans nel 2011, nel 2012 e nel 2014, e campione del mondo endurance nel 2012 con Audi.

## Carriera
Dopo aver corso nelle formule minori ed in Formula 3, nel 2000 partecipa al rinato DTM correndo per la Mercedes. Al volante di una Mercedes CLK termina il campionato al 4º posto nel 2000 (senza vittorie), nel 2001 e nel 2002 (in entrambi i casi con una vittoria) e al 3º posto nel 2003 (sempre con una vittoria). Le due stagioni successive vedono Fässler sempre impegnato nella categoria ma con la Opel: con la Opel Vectra GTS V8 non ottiene alcuna vittoria, concludendo la stagione 2004 in nona posizione e quella successiva al 12º posto.
Nel 2006, complice il ritiro della Opel dal DTM, passa alle gare endurance: in questa stagione giunge secondo alla 24 Ore di Spa al volante di una Aston Martin DBR9 del team Phoenix, oltre a collezionare due podi assoluti nella Le Mans Series con il team Swiss Spirit. L'anno successivo vince la 24 ore di Spa sempre con il team Phoenix, ma stavolta al volante di una Chevrolet Corvette C6.R. Disputa inoltre due gare con il team svizzero nella A1GP.
La stagione 2008 vede Fässler impegnato nel Campionato FIA GT, disputata al volante di una Chevrolet Corvette GT1 divisa con il connazionale Jean-Denis Délétraz: al termine dell'annata l'equipaggio termina 7º in classifica, con due vittorie all'attivo. Inoltre corre con l'Audi Sport North America la gara di Road America dell'American Le Mans Series, portando la sua R10 TDI ufficiale (divisa con Emanuele Pirro) in seconda posizione assoluta. Il 2009 vede Fässler diviso tra gli impegni nella Le Mans Series, dove corre nella classe LMP1 col team Sebah (col quale conquista un secondo posto assoluto) e nell'International GT Open, che conquista in coppia con Joël Camathias al volante di una Ferrari F430 del team Trottet. Partecipa anche alla 24 Ore di Le Mans 2009 con la squadra ufficiale Corvette in classe GT1 (ritirandosi); esperienza ripetuta, ma stavolta in classe GT2, alla Petit Le Mans, conclusa al 4º posto di categoria.
Il 2010 è l'anno dell'ingresso di Fässler nel team ufficiale Audi Joest Racing: al volante della Audi R15 TDI plus corre a Spa, alla Petit Le Mans e alla 24 Ore di Le Mans, che termina al secondo posto insieme a Benoît Tréluyer ed André Lotterer. Con lo stesso team e gli stessi compagni di equipaggio nel biennio successivo conquisterà altrettante edizioni della gara di durata della Sarthe, al volante rispettivamente di una Audi R18 TDI nella 24 Ore di Le Mans 2011 e di una Audi R18 e-tron quattro nell'edizione 2012. Sempre nel 2012, lui e suoi compagni sono i primi a vincere il titolo piloti del nuovo Mondiale Endurance.
Dopo aver concluso la 24 Ore di Le Mans 2013 con un quinto posto, torna alla vittoria nel 2014 con i compagni degli anni precedenti.

## Risultati

### 24 Ore di Le Mans
| Anno | Co-piloti             | Squadra                             | Vettura                 | Classe  | Giri | Pos. Assol. | Pos. di Classe |
| ---- | --------------------- | ----------------------------------- | ----------------------- | ------- | ---- | ----------- | -------------- |
| 2006 | Swiss Spirit          | Harold Primat Philipp Peter         | Courage LC70-Judd       | LMP1    | 132  | DNF         | DNF            |
| 2007 | Swiss Spirit          | Jean-Denis Délétraz Iradj Alexander | Lola B07/18-Audi        | LMP1    | 62   | DNF         | DNF            |
| 2008 | Team Oreca-Matmut     | Olivier Panis Simon Pagenaud        | Courage-Oreca LC70-Judd | LMP1    | 147  | DNF         | DNF            |
| 2009 | Corvette Racing       | Oliver Gavin Olivier Beretta        | Chevrolet Corvette C6.R | GT1     | 311  | DNF         | DNF            |
| 2010 | Audi Sport Team Joest | André Lotterer Benoît Tréluyer      | Audi R15 TDI plus       | LMP1    | 396  | 2°          | 2°             |
| 2011 | Audi Sport Team Joest | André Lotterer Benoît Tréluyer      | Audi R18 TDI            | LMP1    | 355  | 1°          | 1°             |
| 2012 | Audi Sport Team Joest | André Lotterer Benoît Tréluyer      | Audi R18 e-tron quattro | LMP1    | 378  | 1°          | 1°             |
| 2013 | Audi Sport Team Joest | André Lotterer Benoît Tréluyer      | Audi R18 e-tron quattro | LMP1    | 338  | 5°          | 5°             |
| 2014 | Audi Sport Team Joest | André Lotterer Benoît Tréluyer      | Audi R18 e-tron quattro | LMP1-H  | 379  | 1°          | 1°             |
| 2015 | Audi Sport Team Joest | André Lotterer Benoît Tréluyer      | Audi R18 e-tron quattro | LMP1    | 393  | 3°          | 3°             |
| 2016 | Audi Sport Team Joest | André Lotterer Benoît Tréluyer      | Audi R18                | LMP1    | 367  | 4°          | 4°             |
| 2017 | Corvette Racing - GM  | Tommy Milner Oliver Gavin           | Chevrolet Corvette C7.R | GTE Pro | 335  | 24°         | 8°             |
| 2018 | Corvette Racing - GM  | Tommy Milner Oliver Gavin           | Chevrolet Corvette C7.R | GTE Pro | 259  | DNF         | DNF            |
| 2019 | Corvette Racing       | Tommy Milner Oliver Gavin           | Chevrolet Corvette C7.R | GTE Pro | 82   | DNF         | DNF            |

## Curiosità
Fässler è stato anche il pilota della safety car Mercedes usata in Formula 1 durante il Gran Premio del Canada 2001, in sostituzione dell'abituale pilota della vettura di sicurezza nel mondiale, Bernd Mayländer, che nell'occasione era infortunato.